# Маккеллар, Даника
Даника Мэй Маккеллар  (англ. Danica Mae McKellar; род. 3 января 1975) — американская актриса, писательница, автор книг, популяризирующих математику, и консультант в области образования.

## Биография
Даника Мэй Маккеллар родилась в 1975 году. В 1982 году вместе с семьёй переехала в Лос-Анджелес. В 1998 году окончила Калифорнийский университет со степенью бакалавра.

## Карьера
Получила известность в подростковом возрасте благодаря исполнению роли Винни Купер в телевизионном шоу Чудесные годы (англ. The Wonder Years). Позднее написала несколько бестселлеров (по версии газеты Нью-Йорк Таймс): «Математика не отстой» (англ. Math Doesn't Suck) и «Поцелуй меня в математику» (англ. Kiss My Math). Задача этих книг — помочь девочкам средней школы обрести уверенность и добиться успеха в изучении математики. Также появилась в клипе Аврил Лавин, снятом на песню Rock’N’Roll.

## Фильмография
Маккеллар в юности сыграла роль Лорен в кинофильме «Парный удар».

## Личная жизнь
В 2009—2013 года Даника была замужем за композитором Майком Верта. У бывших супругов есть сын — Драко Верта (род.07.09.2010).
С 15 ноября 2014 года Даника замужем во второй раз за юристом Скоттом Свелоски.